# 5,7 × 28 mm

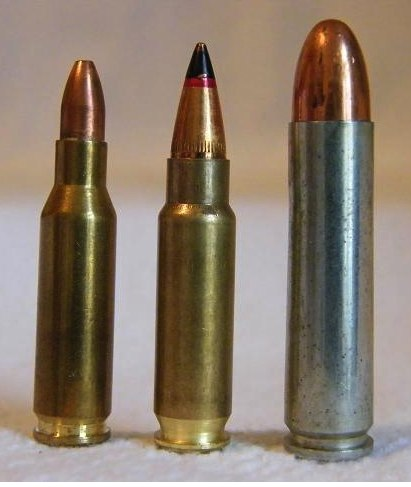
vlevo 4,6 ×30 mm, uprostřed 5,7 ×28 mm, vpravo 30 Carbine.

5,7 × 28 mm je vysokorychlostní náboj lahvovitého tvaru, malé ráže se středovým zápalem.

## Vývoj
Náboj 5.7 ×28 mm není odvozen od žádného předchozího náboje, ale byl vyvinut zcela nově. Náboj vznikl současně se zbraní FN P90 v reakci na žádost NATO z roku 1989 o vývoj nové osobní obranné zbraně (PDW). Tato zbraň měla mít využívat náboj s lepšími vlastnostmi než 9 × 19 mm Parabellum. Nový náboj měl být především schopný probít běžnou balistickou ochranu.
Původní náboj představený v roce 1990 byl ss90. Používal 1,5 gramů vážící projektil s plastovým jádrem, který dosahoval rychlosti 850 m/s při výstřelu z P90.
Novější náboj, který od roku 1993 nahradil předchozí se nazýval SS190. Podstatnou změnou bylo zkrácení celkové délky náboje o 2,7 mm a zvýšení hmotnosti projektilu na 2 gramy, vystřelený z P90 dosahoval rychlosti 715 m/s. Zkrácení náboje umožnilo použití náboje v pistoli FN Five-seven.
Náboj využívají kromě FN P90 a FN Five-seven také další zbraně, např. útočná puška AR-57.